# Vittor Santos
Vittor Santos (Petrópolis, 25 de janeiro de 1965) é compositor, arranjador, trombonista, produtor musical e cristão confesso.    
Autodidata, ingressou aos 11 anos na banda do Clube Musical Euterpe (fundada em 1901 e existente hoje). Na época, a banda era dirigida por Alberto de Araújo Lopes. Aos 14 anos, atuava em conjunto de música de dança de salão. Aos 16, teve sua primeira experiência como arranjador em estúdio de gravação. Começou a atuar, desde então, como instrumentista, solista, arranjador ou produtor, cooperando com diversos artistas do cenário musical brasileiro. Depois de vivenciar os meandros da harmonia como autodidata (já que, aos 13 anos, havia estudado o assunto nos livros de Paulo Silva, presenteado por Ronaldo Camarotta, e de Maria Luisa Mattos Priolli), aprendeu conceitos, linguagem e aplicação da prática da harmonização com Ian Guest em 1985.
Esteve à frente da Orquestra de Vittor Santos (1985-1992), da In Concert (1993-1994) e da Vittor Santos Orquestra (1998-2000). Esta última participou do Free Jazz Festival em 1999 e contava com grandes instrumentistas do cenário carioca.
Em 1986, lançou seu primeiro disco Aquelas Brasileiras, com a Orquestra de Vittor Santos, pela Chantecler/Continental. Em 1987, com o mesmo grupo, veio Um Toque Tropical, pela mesma gravadora. Em 1994, Trombone, pela Leblon Records. Em 1997, ainda pela Leblon Records, lançou Sem Compromisso, de quinteto fixo. Em 2005, juntamente com o grupo Conexão Rio, publicou o CD Você Só Dança com Ele, pelo selo MP,B, no qual visita 12 canções do compositor Chico Buarque. Já em 2006, o CD Renovando as Considerações, em parceria com os selos Biscoito Fino e Brasilianos no Brasil. Este disco também foi divulgado nos Estados Unidos com o título Renewed Impressions, com o selo Adventure Music. Em 2014, publica o CD Co(n)vivências, no qual prioriza composições próprias e de compositores de convívios diversos. Em Co(n)vivências, contou com quinteto fixo em oito das nove faixas. Em parceria com Simon Khoury, lançou dois discos: Reflexos, também em 2014, e Versátil, em 2018.  
Em 2019, entra em estúdio novamente com 33 músicos para gravar o disco Co(n)fraternização, lançado em 2020, no qual registra seis composições. Ainda em 2020, publicou o álbum Flores, Janelas e Quintais - Homenagem a Milton Nascimento junto com a Orquestra do Estado do Mato Grosso, sob regência do maestro Leandro Carvalho. Nesta obra, atuou como solista e arranjador/orquestrador.  
Vem atuando como professor ao longo da carreira, especificamente nas áreas de harmonização e arranjo, bem como em cursos sazonais pelo país, como o I Seminário Brasileiro da Música Instrumental, o CIVEBRA, a Oficina de Música de Curitiba, o Festival de Música de Londrina, dentre outros.
Atua como arranjador em diversos projetos, como "Som Brasil: Homenagem a Vinicius de Moraes" em 1993, "Ação Cidadania - Brasil 500" em 1998, "Alegria", da Orquestra do Estado de Mato Grosso, que teve como solista Hamilton de Holanda em 2015, "Aquarelas" com o violonista e compositor Carioca Freitas, em 2017, dentre outros.

Presidiu a Comissão do Júri, que contou, entre outros, com Márcio Bahia, do XV Festival BDMG Cultural, em maio de 2015.